# با موسیقی مواجه شو
با موسیقی مواجه شو (انگلیسی: Face the Music) یک مسابقه تلویزیونی بریتانیایی است که مابین سال‌های ۱۹۷۷ تا ۱۹۸۴ از بی‌بی‌سی دو و بی‌بی‌سی وان پخش می‌شد. آهنگ متن این برنامه یکی از ساخته‌های ویلیام والتون بود که خودش در جشن تولد هفتاد سالگی‌اش یکی از مهمانان این مسابقه بود. این برنامه در اوج دوران محبوبیت خود، هفته‌ای ۴ میلیون بیننده داشت.

## تاریخ پخش فصل‌ها و ویژه‌برنامه

### فصل‌ها
| فصل | تاریخ شروع      | تاریخ پایان    | تعداد قسمت‌ها |
| --- | --------------- | -------------- | ------------ |
| ۱   | ۳ اوت ۱۹۶۷      | ۳۱ اوت ۱۹۶۷    | ۵            |
| ۲   | ۱۶ سپتامبر ۱۹۷۰ | ۲۱ اکتبر ۱۹۷۰  | ۶            |
| ۳   | ۲۲ مارس ۱۹۷۱    | ۷ ژوئن ۱۹۷۱    | ۱۲           |
| ۴   | ۱۴ فوریه ۱۹۷۲   | ۲۹ می ۱۹۷۲     | ۱۶           |
| ۵   | ۱۴ مه ۱۹۷۳      | ۲۷ اوت ۱۹۷۳    | ۱۶           |
| ۶   | ۶ مه ۱۹۷۴       | ۱۹ اوت ۱۹۷۴    | ۱۶           |
| ۷   | ۲۴ سپتامبر ۱۹۷۵ | ۱۷ دسامبر ۱۹۷۵ | ۱۳           |
| ۸   | ۲۴ اکتبر ۱۹۷۶   | ۱۹ دسامبر ۱۹۷۶ | ۸            |
| ۹   | ۱۷ آوریل ۱۹۸۳   | ۲۲ مه ۱۹۸۳     | ۶            |
| ۱۰  | ۲۸ اکتبر ۱۹۸۴   | ۱۶ دسامبر ۱۹۸۴ | ۸            |

### ویژه‌برنامه‌ها
| تاریخ          | ویژه‌برنامه                     |
| -------------- | ------------------------------ |
| ۲۶ دسامبر ۱۹۶۷ | ویژه‌برنامهٔ کریسمس              |
| ۲۴ دسامبر ۱۹۷۲ | ویژه‌برنامهٔ کریسمس              |
| ۲۵ دسامبر ۱۹۷۳ | ویژه‌برنامهٔ کریسمس              |
| ۲۵ دسامبر ۱۹۷۴ | ویژه‌برنامهٔ کریسمس              |
| ۲۰ دسامبر ۱۹۷۵ | ویژه‌برنامهٔ کریسمس              |
| ۲۶ دسامبر ۱۹۷۶ | ویژه‌برنامهٔ کریسمس              |
| ۲ ژانویه ۱۹۷۷  | ویژه‌برنامهٔ کریسمس صدمین برنامه |